# Francesc Ribot i Cuenca
Francesc Ribot i Cuenca (Badalona, 1957) és un polític català, militant d'Esquerra Republicana de Catalunya. Va ser regidor de l'Ajuntament de Badalona.

## Biografia
Té estudis de Ciències Econòmiques i Empresarials. Ha treballat a Caixa de Catalunya.
Va iniciar-se en la política als anys 90 com a militant d'Esquerra Republicana, ha treballat a l'Ajuntament de Badalona com a coordinador del Districte 3 entre els anys 2003 i 2011, com a membre del grup municipal d'Esquerra. El 2004 va ser escollit president comarcal d'ERC al Barcelonès Nord, en substitució de Jaume Sellarès, amb l'objectiu d'augmentar representació a Badalona i tenir-ne a Santa Coloma i Sant Adrià. Ribot va ser escollit el 2005 president de la secció local a Badalona amb l'única candidatura que es va presentar. En tots dos casos va ser substituït per l'historiador badaloní Jordi Albaladejo, si bé Ribot va tornar a president de la federació comarcal a partir de 2012.
Va ser segon de llista d'ERC a les eleccions municipals de 2015 i va ser elegit regidor. Amb l'entrada d'Esquerra al govern de la ciutat amb Guanyem Badalona en Comú, va ser nomenat cinquè tinent d'alcalde i regidor de Badalona Educadora, amb potestat sobre les matèries de cultura, educació i esports i regidor del Districte 3, que comprèn els barris de Canyet, Mas Ram, Bufalà, Bonavista, Pomar, Pomar de Dalt, Morera, Les Guixeres i la part oriental de Montigalà. És activista de l'Associació Cultural Festa Nacional dels Països Catalans, radicada a Badalona.